# Ursula Vogel
Ursula Vogel (* 1922 in Hamburg; † 2006) war eine deutsche Synchronsprecherin und Schauspielerin. Bekannt wurde sie durch die Stimme der von Beatrice Arthur gespielten Dorothy Zbornak in der US-Sitcom Golden Girls, die später von Beate Hasenau übernommen wurde.

## Karriere
Vogel synchronisierte Suzanne Shepherd als Mary DeAngelis in der Reihe Die Sopranos und Jenny O’Hara in King of Queens. Des Weiteren konnte man sie als Frau Pfeffertopf in dem gleichnamigen Mehrteiler, als Mutter Natur und Clorhythris in Die Schlümpfe und als Madame Fluffe in Dog City hören. Mehrmals synchronisierte sie auch in Columbo-Verfilmungen wie Tödliches Comeback und Mord à la Carte sowie in vereinzelten Spielfilmen wie Verlorene Helden, Rosso – Die Farbe des Todes, Aftershock – Das große Beben und Kleines Arschloch.
Als Schauspielerin trat Vogel selten in Erscheinung. Nach Episodenrollen in den Serien Hessische Geschichten, Motiv Liebe, Diese Drombuschs und PS – Geschichten ums Auto war sie vorrangig als Sprecherin in kommerziellen Hörspielen aktiv. Die Rolle der Frau Theobald sprach sie mehrmals in der 1970er-Jahre-Fassung von Hanni und Nanni; auch in Ein Fall für TKKG, Fünf Freunde oder Die drei ??? war sie zu hören. In der Zeichentrickserie Die Ketchup-Vampire lieh sie der Comtessa Martha ihre Stimme.
Anfang des neuen Jahrtausends wohnte Ursula Vogel in Hamburg-Rotherbaum.

## Lebensdaten
Das häufig genannte Geburtsjahr 1918 und der Geburtsort Hamburg lassen sich nicht zweifelsfrei der Schauspielerin und Sprecherin Ursula Vogel zuordnen.
2008 bestätigte die Hörspielproduzentin und -regisseurin des EUROPA-Labels Heikedine Körting, dass Ursula Vogel verstorben sei. Sie hätte bis zu ihrem Tod Sprechrollen in EUROPA-Hörspielen gehabt, auch als sie bereits krank war. Die letzten Hörspiele mit Ursula Vogel stammen von 2006, was vermuten lässt, dass die Schauspielerin in diesem Jahr oder wenig später verstarb.

## Filmografie

### Schauspielerin
- 1967: Ein Fall für Titus Bunge Folge 2: Bobby ist los
- 1972: Sonderdezernat K1, Episode Vorsicht Schutzengel
- 1972: Der 21. Juli
- 1974: Motiv Liebe (3 Episoden)
- 1975: PS – Geschichten ums Auto, Episode Das Urteil
- 1987: Hessische Geschichten
- 1987: Diese Drombuschs, Episode In der Mitte des Lebens
- 1990: Tatort: Tod einer Ärztin

### Synchronsprecherin
- 1955: Für Thora Hird in Schock als Rosy (2. Synchronisation)
- 1968: Für Mary Wickes in Wenn Engel reisen als Schwester Clarissa (Synchronisation 1995)
- 1975: Für Clara Calamai in Rosso – Die Farbe des Todes als Marta, Carlos Mutter
- 1982: Für Lyla Graham in Nachtratten als Mrs. Cruikshank
- 1992: Für Annabelle Hampson in Absolutely Fabulous als Direktorin (Fernsehserie – 1. Synchronisation)
- 1993: Für Charlie Adler in Rockos modernes Leben als Bev Bighead (Fernsehserie)
- 1995: Für Judy Cornwell in Der Wind in den Weiden als Lastkahnführerin
- 2000: Für Joan Gregson in Die einzig wahre Liebe als Krankenschwester Charlotte
- 2001: Für Takayo Fischer in Batman of the Future als Kairi Tanaga (Fernsehserie)